# Giorgian De Arrascaeta
Giorgian Daniel De Arrascaeta Benedetti (Nuevo Berlín, 1 de junho de 1994) é um futebolista uruguaio que atua como meio-campista. Joga pelo Flamengo e pela Seleção Uruguaia.

## Carreira

### Início
Nascido em Nuevo Berlin, uma pequena cidade no interior do Uruguai, Arrascaeta começou a jogar futebol aos 4 anos, no Pescadores Unidos, de sua cidade natal. Seu pais, os entregadores de pães, Alfredo e Victoria, logo viram que o filho era diferente dos outros meninos. Seu nome, Giorgian, vem de um cavalo que seu pai montava e competia quando era jóquei, e nunca perdeu uma corrida sequer quando corria com o animal. Por isso, Alfredo registrou Arrascaeta com o mesmo nome do cavalo, como forma de homenageá-lo. Sendo os cavalos uma paixão e tradição de família, Arrascaeta chegou a querer competir em corridas por querer seguir os passos do pai, mas depois de vê-lo sofrer uma queda e fraturar o braço, desistiu.
O pai de Arrascaeta o incentivava oferecendo cinco pesos uruguaios a cada gol que o filho marcasse, parando pouco tempo depois com incentivo, devido a Arrascaeta começar a marcar vários gols e Alfredo não conseguia mais arcar com a aposta, tendo Arrascaeta marcado uma vez 49 gols em torneios locais.

### Defensor Sporting
Após o destaque no clube de sua cidade natal, Arrascaeta foi convocado para a seleção do estado do Rio Negro para disputa de alguns jogos, onde acabou se destacando e despertou o interesse do Club Anglo, passando a jogar no sub-15 do clube. Rapidamente se destacou, atraindo a atenção de um clube maior, o Defensor Sporting, e em 2009, aos 15 anos, deixou Nuevo Berlin rumo à Montividéu, 400 km de distância, para começar sua carreira futebolística.
De Arrascaeta estreou pelo Defensor Sporting na Primera División uruguaia em outubro de 2012, quatro meses após seu aniversário de 18 anos. Em 2013, venceu o Torneio Clausura e jogou o play-off do Campeonato Uruguaio de 2012–13, na derrota por 3–1 para o Peñarol. As atuações de Arrascaeta pelo Defensor em sua campanha até às semifinais da Copa Libertadores de 2014 atraíram o interesse do então campeão brasileiro Cruzeiro, que assinou com o jogador em janeiro de 2015.

### Cruzeiro
Foi contratado pelo Cruzeiro no dia 19 de janeiro de 2015, assinando por cinco temporadas.
Em 19 de outubro de 2016, no jogo de volta das quartas de final da Copa do Brasil, De Arrascaeta participou de todos os gols na vitória por 4–2 contra o Corinthians. O atacante deu uma assistência para o gol de Ramón Ábila, sofreu o pênalti que resultou em mais um gol do atacante argentino, cobrou escanteio de onde saiu o gol de Bruno Rodrigo, e coroou sua atuação marcando o último gol do Cruzeiro na partida. O resultado classificou o Cruzeiro para a semifinal.
No dia 5 de fevereiro de 2017, no jogo contra o Tricordiano, válido pelo Campeonato Mineiro, completou 100 jogos com a camisa do Cruzeiro.
Em 7 de setembro, fechou o placar em 1–1 na partida de ida da final da Copa do Brasil contra o Flamengo, disputada no Maracanã, tornando-se o oitavo estrangeiro a marcar numa final de Copa do Brasil. Em 27 de setembro, conquistou seu primeiro título com a camisa do Cruzeiro, ao vencer a Copa do Brasil nos pênaltis sobre o Flamengo.
Em 17 de janeiro de 2018, na vitória por 2–0 sobre o Tupi, pela primeira rodada do Campeonato Mineiro, igualou o argentino Roberto Perfumo como o estrangeiro com mais jogos pelo Cruzeiro, com 141 partidas. Na rodada seguinte, no empate em 0–0 contra a Caldense, fez seu 142º jogo, ultrapassando Perfumo e se tornando de forma isolada o estrangeiro com mais partidas pelo Cruzeiro.
Em 22 de julho, marcou um dos gols na vitória por 2–1 sobre o Atlético Paranaense, se igualando a Marcelo Moreno com o maior artilheiro estrangeiro do clube, com 45 gols. Também superou Willian, se tornando o maior artilheiro do novo Mineirão com 29 gols. Após disputar um amistoso no Japão com a Seleção Uruguaia, viajou 25 horas para jogar o segundo jogo da final da Copa do Brasil, contra o Corinthians na Arena Corinthians. O meia entrou no decorrer da partida, teve boa atuação e marcou o gol do título cruzeirense na vitória por 2–1.

### Flamengo

#### 2019
Foi contratado pelo Flamengo no dia 8 de janeiro, numa negociação histórica. O valor negociado foi de 15 milhões de euros (R$ 63,7 milhões), sendo, até então a transferência mais cara da história do futebol brasileiro, superando a contratação de Carlos Tévez em 2004, que custou R$ 60 milhões para o Corinthians. Foi anunciado oficialmente no dia 12 de janeiro, onde assinou contrato até 2023.
Arrascaeta foi decisivo na final da Taça Rio, fazendo o gol de empate rubro-negro aos 48 minutos do segundo tempo na final contra o Vasco (sendo o segundo gol do uruguaio contra o Vasco em dois clássicos seguidos). Na disputa de pênaltis, ele bateu e converteu sua penalidade ajudando assim o time rubro-negro a derrotar o rival por 3–1 e vencer o turno ganhando a vantagem do empate nas semifinais da competição.
Pela quarta rodada da fase de grupos da Libertadores da América, Arrascaeta marcaria seu primeiro gol na competição contra o São José em um lindo chute, ajudando assim o time a golear por 6–1. Posteriormente, o meia seria escolhido o melhor jogador em campo pela CONMEBOL.
No primeiro jogo da final do Campeonato Carioca, novamente contra o Vasco, Arrascaeta, apesar de não ter marcado, foi providencial no segundo gol, e dessa vez, pela Globo, selecionado o melhor jogador em campo.
Em 14 de julho, na décima rodada do Campeonato Brasileiro, teve atuação de gala na goleada por 6–1 sobre o Goiás, marcando um hat-trick e dando duas assistências para Gabigol. Essa atuação de gala lhe rendeu o recorde de pontuação da história do fantasy game Cartola FC, com 37,70 pontos, superando os 37,20 pontos obtidos por Neymar quando este marcou os quatro gols da vitória do Santos sobre o Atlético Paranaense, em 2011.
Na décima sexta rodada do Brasileiro, marcou um gol de bicicleta na vitória por 3–0 sobre o Ceará, ajudando o Flamengo a assumir a liderança do campeonato. Este gol foi eleito o mais bonito do Brasileirão 2019 por uma pesquisa realizada pelo perfil oficial da competição no Instagram, e pelo Prêmio Bola de Prata ESPN.
Contra o Internacional, pela segunda rodada do returno, Arrascaeta teve outra atuação de gala com um gol e uma assistência, chegando assim a 32 gols marcados em Campeonatos Brasileiros, tornando-se o uruguaio que mais marcou gols na história da competição.
O jogador recebeu ainda o prêmio Charrúa de Oro de melhor esportista uruguaio da temporada 2019–20, concedido pelo Círculo de Periodistas Deportivos del Uruguay, pela sua atuação destacada pelo Flamengo nesse período.
Arrascaeta foi muito importante na virada que o Flamengo fez na final da libertadores, ao proporcionar o passe que gerou o empate no final do segundo tempo onde 3 minutos depois ocorreu a virada e o Flamengo se sagrou campeão.

#### 2020
Em 12 de fevereiro, Arrascaeta deu uma assistência para Bruno Henrique abrir o placar na vitória de 3–2 sobre o Fluminense, nas semifinais da Taça Guanabara. Já no dia 16 de fevereiro, marcou um dos gols no Flamengo na vitória de 3–0 sobre o Athletico Paranaense e ajudou o clube a sagrar-se campeão da Supercopa do Brasil.
Em 4 de março, na estreia da Libertadores contra o Junior Barraquilla, Arrascaeta deu uma assistência para Éverton Ribeiro fazer o primeiro gol da vitória de 2–1 do Flamengo. Em 11 de março, na 2ª rodada da fase de grupos da Libertadores, o uruguaio deu uma assistência para Bruno Henrique fechar a vitória de 3–0 sobre o Barcelona de Guayaquil.
Voltou a marcar um mês depois, no dia 14 de março, na vitória por 2–1 de virada sobre a Portuguesa, pela 3ª rodada da Taça Rio. No jogo seguinte, em 18 de março, Arrascaeta marcou o primeiro gol do Fla na vitória 3–0 sobre o Bangu, pela 4ª rodada da Taça Rio.
Na 3ª rodada do Campeonato Brasileiro, em 15 de agosto, Arrascaeta fez o único gol da vitória por 1–0 sobre o Coritiba. Já no dia 2 de setembro, teve grande atuação na vitória por 5–3 sobre o Bahia, pela 7ª rodada do Campeonato Brasileiro.
No dia 27 de setembro, o meia deu uma assistência para o centroavante Pedro marcar o gol do empate no 1–1 com o Palmeiras, na 12ª rodada do Brasileiro. Já na 13ª rodada, contra o Athletico-PR, Arrascaeta deu uma assistência para Éverton Ribeiro fazer o último gol da vitória por 3–1.
No dia 21 de novembro, contra o Coritiba, pela 22ª rodada, teve mais uma boa atuação: deu assistência para Bruno Henrique fazer o primeiro e o próprio Arrascaeta marcou o segundo gol na vitória por 3–1.

#### 2021

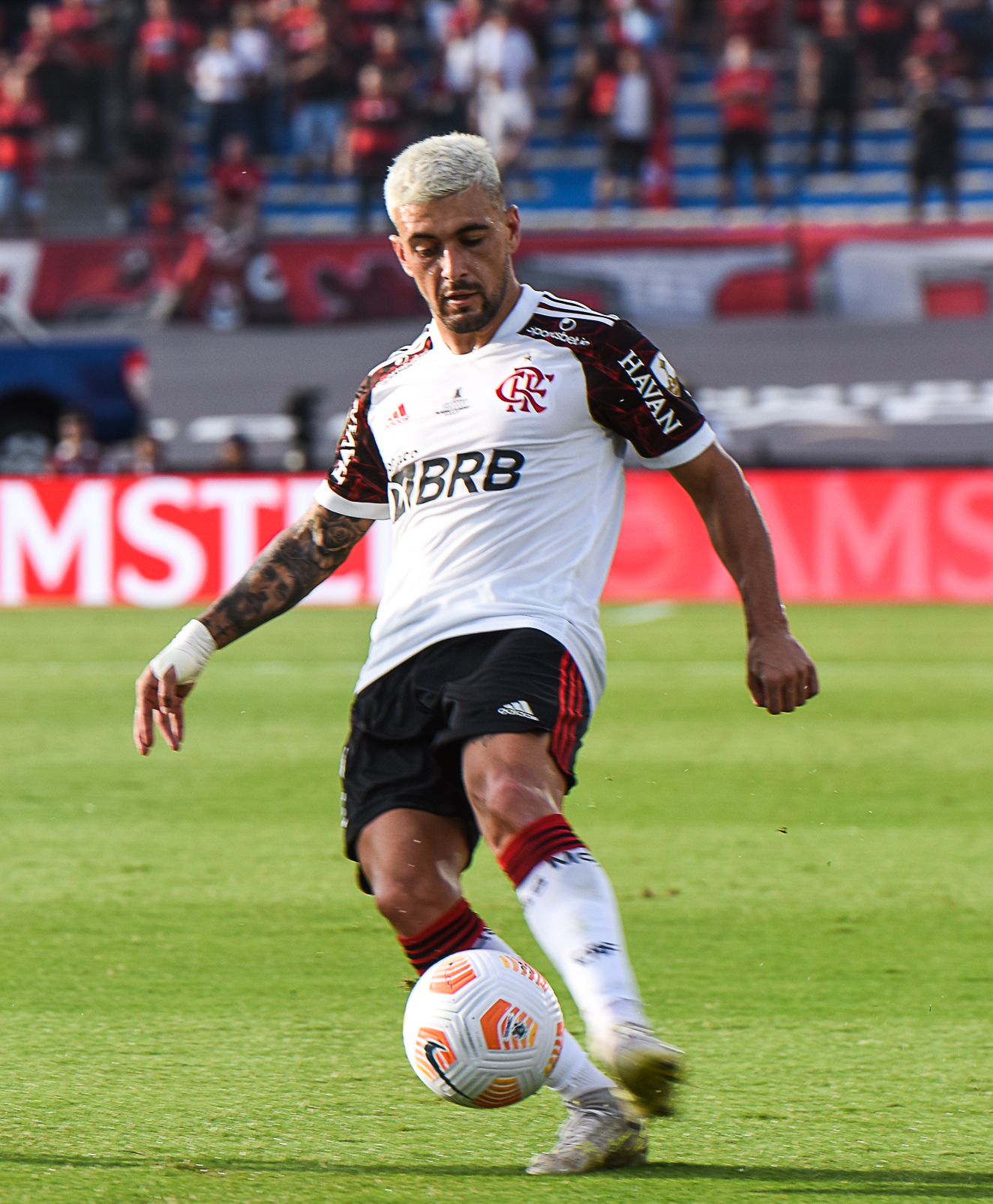
Arrascaeta durante a final da Copa Libertadores de 2021

Em sua primeira partida retornando ao time principal no ano, Arrascaeta fez um dos gols da vitória por 3–0 sobre o Bangu, em 31 de março, válido pela 7ª rodada do Campeonato Carioca. Marcou também no jogo seguinte, contra o Madureira, válido pela 8ª rodada, marcando o quinto gol da vitória por 5–1, após receber passe de Gerson.
Na Supercopa do Brasil, foi autor de um dos gols no empate de 2–2 com o Palmeiras, no tempo normal, com o Flamengo se sagrando campeão nos pênaltis por 6–5. Pelo gol e pela atuação, Arrascaeta foi eleito o melhor jogador da Supercopa e levou o carro de presente que o torneio oferece ao melhor jogador.
Na estreia do Flamengo na Libertadores, Arrascaeta fez o gol da virada e que decretou a vitória rubro-negra em cima do Vélez Sarsfield por 3–2, após acertar um bonito chute de fora área. Devido a sua excelente atuação, Arrascaeta teve seu gol eleito o mais bonito da semana pela CONMEBOL e foi selecionado para a seleção da primeira rodada da Libertadores.
Em 27 de abril, teve uma atuação de gala na goleada de 4–1 sobre o Unión La Calera, concedendo um passe para Gabigol marcar o primeiro gol do Flamengo na partida e marcando o segundo gol após passe de Bruno Henrique. Deu a assistência para o último gol do hat-trick de Pedro na vitória por 3–0 sobre o Volta Redonda, no jogo de ida das semifinais do Carioca.
Em 18 de maio, após começar como reserva, deu uma assistência para Gustavo Henrique empatar a partida em 2–2 contra a LDU, na 5ª rodada da fase de grupos da Libertadores, ajudando o Flamengo a se classificar para a próxima fase. Após um tempo ausente do clube por servir a Seleção Uruguaia na Copa América, retornou no jogo da 11ª rodada do Campeonato Brasileiro, em 11 de julho, fazendo um dos gols na vitória de virada por 2–1.
No dia 21 de julho, destacou-se na vitória de 4–1 sobre o Defensa y Justicia no jogo de volta das oitavas da Libertadores, tendo feito o segundo gol do Flamengo na partida e concedido uma assistência para Vitinho fazer o terceiro, além de ser eleito o melhor jogador em campo. No jogo seguinte, contra o São Paulo, pela 13ª rodada do Brasileirão, deu duas assistências: para o primeiro e o terceiro gol do Flamengo, ambos marcados por Bruno Henrique. O rubro-negro venceu o jogo por 5–1.
Voltou a ser decisivo em 29 de julho, fazendo um gol e concedendo uma assistência na goleada de 6–0 sobre o ABC, no jogo de ida na Copa do Brasil. O uruguaio contribuiu com mais um gol em 11 de agosto, fazendo o primeiro gol da goleada de 4–1 sobre o Olimpia, no jogo de ida das quartas da Libertadores.
Após sofrer uma lesão muscular atuando pela Seleção Uruguai no empate de 0–0 com a Colômbia em 7 de outubro, Arrascaeta só voltaria a atuar em uma partida 48 dias depois, na vitória de 2–1 sobre o Internacional na 34.ª rodada do Campeonato Brasileiro em 21 de novembro. Apesar de não ter conquistado o título, foi selecionado para seleção da Copa Libertadores 2021 e para Equipe Ideal da América do jornal El País.

#### 2022
Após alguns meses de impasse, no dia 18 de janeiro foi anunciado que Arrascaeta renovou seu contrato com o rubro-negro até dezembro de 2026. Em 13 de fevereiro, na vitória de 5–0 sobre o Nova Iguaçu pela 6ª rodada do Carioca, Arrascaeta fez uma excelente partida, tendo concedido uma assistência para o primeiro gol feito por Gustavo Henrique e feito o segundo numa cobrança de falta, chegando a 40 gols com a camisa rubro-negra. Em 23 de fevereiro, fez uma boa partida ao conceder assistência para Pedro marcar o primeiro e fazer  o último gol na vitória de 3–1 sobre o Botafogo, na 7ª rodada do Carioca.
Fez o primeiro gol do empate de 2–2 com o Resende na 9ª rodada Campeonato Carioca em 27 de fevereiro. Voltou a ser decisivo em 6 de março, ao fazer o gol da vitória por 2–1 sobre o Vasco na 10ª rodada do Carioca. Com esse gol, Arrascaeta chegou a 43 gols pelo clube, se igualando a Paolo Guerrero e se tornando o sexto maior artilheiro estrangeiro na história do clube. Novamente, foi decisivo em 12 de março na goleada de 6–0 sobre o Bangu na 11ª rodada do Carioca, tendo feito o primeiro gol da partida e dando assistência para os dois gols de Léo Pereira (terceiro e quinto, respectivamente). Com essas duas assistências, Arrascaeta chegou a 51 passes a gol pelo Flamengo, se tornando o terceiro maior líder de assistências por um clube da elite desde 2015, atrás apenas de Luan (56) e Dudu (80).
No dia 9 de abril, contribuiu com o empate de 1–1 com o Atlético Goianiense ao dar assistência para Bruno Henrique fazer o gol de empate, na estreia do Brasileirão. Neste jogo, também atingiu marca de 150 jogos com a camisa do clube. Voltou a marcar em 17 de abril, fazendo o último da vitória de 3–1 sobre o São Paulo na 2ª rodada do Brasileirão.
Em 4 de maio, fez o primeiro gol do Flamengo no empate de 2–2 com o Talleres na 4ª rodada da fase de grupos da Libertadores e foi eleito o melhor jogador em campo.
No dia 13 de julho, marcou dois gols na virada histórica no Atlético Mineiro no Maracanã pela Copa do Brasil. O placar agregado foi de 3–2, sendo que o Flamengo perdeu o primeiro jogo por 2–1. Já no dia 2 de agosto, Arrascaeta fez um golaço para abrir o placar na vitória de 2–0 contra o Corinthians, em jogo valido pelas quartas de final da Libertadores. Arrascaeta voltou a marcar no dia 14 de setembro, na vitória por 1–0 contra o São Paulo, pelas semifinais da Copa do Brasil.
Pelo Flamengo em 2022, Arrascaeta fez 56 jogos, anotou 13 gols e deu 19 assistências. Com a camisa rubro-negra, ele conquistou a Libertadores e a Copa do Brasil nesta temporada.

#### 2023
No dia 11 de fevereiro, Arrascaeta entrou em campo contra o Al Ahly (vitória de 4 a 2), pela disputa do terceiro lugar do Mundial de Clubes, quando completou 200 jogos (172 como titular, 52 gols, 66 assistências, 12 cartões amarelos, nenhum vermelho e 11 títulos) pelo Rubro-negro.
Em 28 de fevereiro, marcou na volta da Recopa Sul-Americana, contra o Independiente del Valle, o único tento da partida, tornando-se o quarto jogador do Flamengo a marcar em todas as atuais competições de primeiro nível (7), do Carioca ao Mundial FIFA. O gol, feito no último lance (96'), levou a decisão para a prorrogação, deixando o agregado ida-e-volta em 1–1, o que se manteve no tempo extra. Abrindo as penalidades, o goleiro agarrou sua cobrança; o Flamengo perdeu por 5–4, sem cobranças alternadas.
No dia 1 de junho, fez o primeiro gol da vitória por 2–0 sobre o Fluminense, pela fase de oitavas da Copa do Brasil.
Pelo Brasileirão, em 29 de setembro, fez um gol de falta diante do Atlético-MG, o tento de empate em vitória de virada por 2–1 (fora de casa), quebrando o jejum do Flamengo em gols desta forma, que já durava um ano e cinco meses. O último havia sido do próprio Arrascaeta, sobre o Nova Iguaçu (o segundo do triunfo por 5 a 0), pelo Cariocão de 2022.
Arrascaeta ainda foi o cérebro do Flamengo, ele somou 54 jogos e foi titular em 46 jogos.

#### 2024
Já no primeiro campeonato do ano, Arrascaeta foi eleito o craque da competição, com três gols e deu cinco assistências, além de sagrar-se campeão e levando o Flamengo ao seu 38º título do Cariocão.
Em 16 de dezembro de 2024, o presidente Rodolfo Landim anunciou que Arrascaeta seria o novo camisa 10 do time rubro-negro. O número estava vago desde que o Flamengo retirou a numeração de Gabigol, após o episódio polêmico em que o atacante vestiu a camisa do Corinthians.

## Seleção Nacional

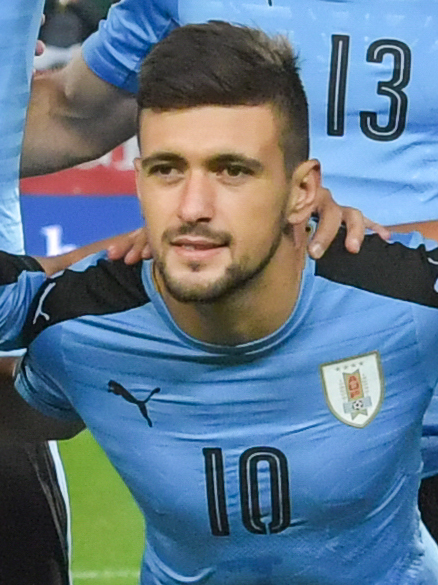
Arrascaeta com a Seleção Uruguaia em 2017

### Sub-20
Com a Seleção Uruguaia Sub-20, Giorgian De Arrascaeta disputou a Copa do Mundo Sub-20 da FIFA de 2013, na Turquia, onde o Uruguai acabou vice campeão ao perder a final para a França.

### Principal
Estreou pela Seleção Uruguaia principal no dia 8 de setembro de 2014, dando assistência na vitória por 1–0 sobre a Coreia do Sul. De Arrascaeta foi incluído na Seleção Uruguaia para a Copa América de 2015 pelo técnico Óscar Tabárez. Ele recebeu a prestigiada camisa número 10, anteriormente usada pelo ex-atacante Diego Forlán.
Em 6 de junho de 2015, De Arrascaeta marcou seu primeiro gol pela Seleção, durante uma vitória amistosa pré-Copa América, por 5–1 sobre a Guatemala, em Montevidéu.

### Copa América 2015
De Arrascaeta estreou na Copa América de 2015 como substituto aos 64 minutos, quando o Uruguai derrotou a Jamaica por 1–0 na partida de abertura do grupo, em 13 de junho.

### Copa do Mundo 2018
Em maio de 2018, foi nomeado no elenco provisório de 26 jogadores do Uruguai para a Copa do Mundo de 2018, tendo permanecido e convocado na lista final. Atuou como titular na estreia contra o Egito e entrando ao decorrer na partida contra a Rússia, não tendo uma participação efetiva na competição.
Em 14 de maio, foi convocado para os jogos contra o Paraguai e Venezuela, nos dias 3 e 8, válidos pelas Eliminatórias da Copa do Mundo de 2022. Porém, foi cortado da seleção no dia 1 de junho devido ao fato de testar positivo para COVID-19, tendo Brian Ocampos sendo convocado como seu substituto.

### Copa América 2021
No dia 30 de maio, foi um dos 23 convocados pelo técnico Óscar Tabárez para a disputa da Copa América de 2021. Foi novamente convocado no dia 23 de agosto de 2021, para a disputa de três jogos das Eliminatórias da Copa do Mundo FIFA de 2022, contra Peru, Bolívia e Equador, nos dias 2, 5 e 9 de setembro, respectivamente. Fez o gol de empate do Uruguai no 1–1 com o Peru em 2 de setembro, na 9.ª rodada das eliminatórias. Arrascaeta voltou a ter boa atuação no jogo seguinte, contra a Bolívia, ao marcar dois gols na vitória por 4–2.

### Eliminatórias da Copa do Mundo
Em 1 de fevereiro de 2022, fez um gol e deu uma assistência na goleada de 4–1 sobre a Venezuela, em jogo válido pelas eliminatórias da Copa do Mundo. No dia 4 de março, foi um dos 45 convocados na pré-lista de Diego Alonso para as últimas rodadas das Eliminatórias da Copa do Mundo contra Peru e Chile. Já no dia 24 de março, fez o gol que garantiu a Celeste na Copa do Mundo FIFA de 2022, tendo vencido o Peru por 1–0.

### Copa do Mundo 2022
Em 10 de novembro, foi convocado pelo técnico Diego Alonso para disputar a Copa do Mundo de 2022. O meia marcou dois gols no Mundial no dia 2 de dezembro, na vitória por 2–0 sobre Gana. Apesar do triunfo, o Uruguai acabou sendo eliminado da fase de grupos, pois a Coreia do Sul venceu Portugal e garantiu a classificação.

## Estatísticas
Atualizadas até 4 de maio de 2025.

### Clubes
| Clube             | Temporada         | Campeonato nacional | Campeonato nacional | Campeonato nacional | Copa nacional[a] | Copa nacional[a] | Copa nacional[a] | Competições continentais[b] | Competições continentais[b] | Competições continentais[b] | Outros torneios[c] | Outros torneios[c] | Outros torneios[c] | Total | Total | Total   |
| Clube             | Temporada         | Jogos               | Gols                | Assist.             | Jogos            | Gols             | Assist.          | Jogos                       | Gols                        | Assist.                     | Jogos              | Gols               | Assist.            | Jogos | Gols  | Assist. |
| ----------------- | ----------------- | ------------------- | ------------------- | ------------------- | ---------------- | ---------------- | ---------------- | --------------------------- | --------------------------- | --------------------------- | ------------------ | ------------------ | ------------------ | ----- | ----- | ------- |
| Defensor Sporting | 2013              | 16                  | 3                   | 2                   | —                | —                | —                | —                           | —                           | —                           | —                  | —                  | —                  | 16    | 3     | 2       |
| Defensor Sporting | 2014              | 26                  | 7                   | 8                   | —                | —                | —                | 12                          | 2                           | 4                           | —                  | —                  | —                  | 38    | 9     | 12      |
| Defensor Sporting | 2015              | 11                  | 6                   | 3                   | —                | —                | —                | —                           | —                           | —                           | —                  | —                  | —                  | 11    | 6     | 3       |
| Defensor Sporting | Total             | 53                  | 16                  | 13                  | —                | —                | —                | 12                          | 2                           | 4                           | —                  | —                  | —                  | 65    | 18    | 17      |
| Cruzeiro          | 2015              | 23                  | 4                   | 1                   | 2                | 0                | 0                | 10                          | 1                           | 0                           | 8                  | 4                  | 3                  | 43    | 9     | 4       |
| Cruzeiro          | 2016              | 31                  | 9                   | 9                   | 9                | 2                | 7                | —                           | —                           | —                           | 12                 | 3                  | 2                  | 52    | 14    | 18      |
| Cruzeiro          | 2017              | 16                  | 3                   | 2                   | 10               | 2                | 1                | 2                           | 0                           | 1                           | 16                 | 7                  | 2                  | 44    | 12    | 6       |
| Cruzeiro          | 2018              | 20                  | 6                   | 6                   | 6                | 2                | 1                | 9                           | 3                           | 0                           | 13                 | 4                  | 3                  | 48    | 15    | 10      |
| Cruzeiro          | Total             | 90                  | 22                  | 18                  | 27               | 6                | 9                | 21                          | 4                           | 1                           | 50                 | 18                 | 10                 | 188   | 50    | 38      |
| Flamengo          | 2019              | 23                  | 13                  | 14                  | 3                | 0                | 0                | 13                          | 2                           | 3                           | 13                 | 3                  | 2                  | 52    | 18    | 19      |
| Flamengo          | 2020              | 28                  | 8                   | 9                   | 2                | 0                | 0                | 7                           | 1                           | 3                           | 13                 | 3                  | 2                  | 50    | 12    | 14      |
| Flamengo          | 2021              | 14                  | 1                   | 6                   | 2                | 1                | 1                | 12                          | 4                           | 6                           | 7                  | 3                  | 1                  | 35    | 9     | 14      |
| Flamengo          | 2022              | 24                  | 3                   | 10                  | 9                | 3                | 1                | 13                          | 2                           | 3                           | 10                 | 5                  | 5                  | 56    | 13    | 19      |
| Flamengo          | 2023              | 28                  | 7                   | 6                   | 7                | 2                | 2                | 5                           | 0                           | 2                           | 14                 | 2                  | 3                  | 54    | 11    | 13      |
| Flamengo          | 2024              | 15                  | 5                   | 5                   | 8                | 2                | 0                | 7                           | 0                           | 0                           | 13                 | 3                  | 5                  | 43    | 10    | 10      |
| Flamengo          | 2025              | 9                   | 9                   | 3                   | 1                | 0                | 0                | 5                           | 1                           | 0                           | 11                 | 2                  | 2                  | 26    | 12    | 5       |
| Flamengo          | Total             | 141                 | 46                  | 53                  | 32               | 8                | 4                | 62                          | 9                           | 17                          | 81                 | 21                 | 20                 | 316   | 85    | 94      |
| Total na carreira | Total na carreira | 281                 | 81                  | 84                  | 58               | 14               | 21               | 94                          | 15                          | 22                          | 130                | 39                 | 30                 | 543   | 149   | 149     |

- a. ^ Jogos da Copa do Brasil
- b. ^ Jogos da Copa Libertadores, Copa Sul-Americana e Mundial de Clubes
- c. ^ Jogos do Campeonato Mineiro, Primeira Liga do Brasil, Campeonato Carioca, Recopa Sul-Americana e Supercopa do Brasil

### Seleção Uruguaia
Abaixo estão listados todos jogos, gols e assistências do futebolista pela Seleção Uruguaia, desde as categorias de base.
Seleção Principal
| Ano               | Copa do Mundo | Copa do Mundo | Copa do Mundo | Copa América | Copa América | Copa América | Qualificação Mundial | Qualificação Mundial | Qualificação Mundial | Amistosos | Amistosos | Amistosos | Total | Total | Total   |
| Ano               | Jogos         | Gols          | Assist.       | Jogos        | Gols         | Assist.      | Jogos                | Gols                 | Assist.              | Jogos     | Gols      | Assist.   | Jogos | Gols  | Assist. |
| ----------------- | ------------- | ------------- | ------------- | ------------ | ------------ | ------------ | -------------------- | -------------------- | -------------------- | --------- | --------- | --------- | ----- | ----- | ------- |
| 2014              | —             | —             | —             | —            | —            | —            | —                    | —                    | —                    | 3         | 0         | 1         | 3     | 0     | 1       |
| 2015              | —             | —             | —             | 1            | 0            | 0            | —                    | —                    | —                    | 3         | 1         | 0         | 4     | 1     | 0       |
| 2017              | —             | —             | —             | —            | —            | —            | 3                    | 0                    | 1                    | 2         | 0         | 0         | 5     | 0     | 1       |
| 2018              | 2             | 0             | 0             | —            | —            | —            | —                    | —                    | —                    | 4         | 1         | 0         | 6     | 1     | 0       |
| 2019              | —             | —             | —             | 3            | 0            | 0            | —                    | —                    | —                    | 4         | 1         | 2         | 7     | 1     | 2       |
| 2020              | —             | —             | —             | —            | —            | —            | 1                    | 0                    | 0                    | —         | —         | —         | 1     | 0     | 0       |
| 2021              | —             | —             | —             | 4            | 0            | 0            | 4                    | 3                    | 0                    | —         | —         | —         | 8     | 3     | 0       |
| 2022              | 2             | 2             | 0             | —            | —            | —            | 3                    | 2                    | 1                    | 3         | 0         | 1         | 8     | 4     | 2       |
| 2023              | —             | —             | —             | —            | —            | —            | 2                    | 0                    | 0                    | —         | —         | —         | 2     | 0     | 0       |
| 2024              | —             | —             | —             | 5            | 0            | 1            | 2                    | 0                    | 0                    | 1         | 0         | 0         | 8     | 0     | 1       |
| Total na carreira | 4             | 2             | 0             | 13           | 0            | 1            | 15                   | 5                    | 2                    | 20        | 3         | 4         | 52    | 10    | 7       |

Sub–20
| Ano               | Campeonato Mundial | Campeonato Mundial | Campeonato Mundial | Campeonato Sul–Americano | Campeonato Sul–Americano | Campeonato Sul–Americano | Total | Total | Total   |
| Ano               | Jogos              | Gols               | Assist.            | Jogos                    | Gols                     | Assist.                  | Jogos | Gols  | Assist. |
| ----------------- | ------------------ | ------------------ | ------------------ | ------------------------ | ------------------------ | ------------------------ | ----- | ----- | ------- |
| 2013              | 7                  | 2                  | 2                  | 13                       | 2                        | 0                        | 20    | 4     | 2       |
| Total na carreira | 7                  | 2                  | 2                  | 13                       | 2                        | 0                        | 20    | 4     | 2       |

## Títulos
Cruzeiro
- Copa do Brasil: 2017 e 2018
- Campeonato Mineiro: 2018

Flamengo
- Campeonato Carioca: 2019, 2020, 2021, 2024 e 2025
- Campeonato Brasileiro: 2019 e 2020
- Copa Libertadores da América: 2019 e 2022
- Supercopa do Brasil: 2020, 2021 e 2025
- Recopa Sul-Americana: 2020
- Copa do Brasil: 2022 e 2024

### Prêmios individuais
- Jogador Revelação do Campeonato Uruguaio: 2012–13[117]
- Seleção do Campeonato Uruguaio: 2013–14[118]
- Seleção do Campeonato Mineiro: 2015[119] e 2017[120]
- Troféu EFE Brasil: 2016[121]
- Troféu Guará – Equipe do Ano: 2017[122] e 2018[123]
- Troféu Guará – Melhor Jogador: 2018
- Troféu Telê Santana – Equipe do Ano: 2018
- Troféu Telê Santana – Melhor Jogador: 2018[124]
- Seleção do Campeonato Brasileiro: 2018,[125] 2019[126] e 2022[127]
- Gol mais bonito da Copa do Brasil: 2018[128]
- Gol mais bonito do Campeonato Brasileiro: 2019[126][30]
- Bola de Prata: 2019,[129] 2020[130], 2022[131] e 2023[132]
- Seleção da Copa Libertadores da América: 2019,[133][134] 2021[135] e 2022[136]
- Seleção ideal da América do Sul pelo jornal El País: 2019,[137] 2021[138] e 2022[139]
- Prêmio Charrúa de Oro: 2019–20[140][141]
- Troféu Mesa Redonda – Seleção da Temporada: 2020[142][143] e 2022[144]
- Melhor jogador da Supercopa do Brasil: 2021[145]
- Seleção do Campeonato Carioca: 2021,[146] 2022[147] e 2024[148]
- Melhor Jogador do Campeonato Carioca: 2022[149] e 2024[150]
- Bola de Ouro da Copa do Brasil: 2022[151]
- Gol do ano da Copa Libertadores da América: 2022[152]
- Melhor jogador da partida da Copa do Mundo FIFA de 2022: Uruguai 2–0 Gana[153]
- Seleção da Copa do Brasil: 2023[154] e 2024[155]
- Melhor jogador do mês do Campeonato Brasileiro: abril de 2025[156]
- Melhor jogador da Partida do Mundial de Clubes FIFA de 2025 em: 
  - Flamengo 2–0 Esperance[157]
  - Los Angeles FC 1-1 Flamengo

### Líder em assistências
Flamengo
- Campeonato Brasileiro: 2019 (14 assistências)[158]
- Campeonato Brasileiro: 2020 (9 assistências)[159]
- Copa Libertadores da América: 2021 (6 assistências)[160]
- Campeonato Carioca: 2022 (5 assistências)[161]

### Artilharias
Flamengo
- Supercopa do Brasil: 2020 (1 gol)[162]
- Recopa Sul-Americana: 2023 (1 gol)

### Honrarias
- Cidadão Honorário Fluminense[163]

### Recordes e marcas
- Jogador com mais títulos pelo Flamengo: 15[164]
- Jogador com mais títulos da Copa do Brasil: 4[nota 1]